# Liste der Naturdenkmale in Dußlingen
| Naturdenkmale | Anzahl |
| ------------- | ------ |
| FND           | 1      |
| END           | 5      |
| Gesamt        | 6      |

Die Liste der Naturdenkmale in Dußlingen nennt die verordneten Naturdenkmale (ND) der im baden-württembergischen Landkreis Tübingen liegenden Gemeinde Dußlingen. In Dußlingen gibt es insgesamt sechs als Naturdenkmal geschützte Objekte, davon ein flächenhaftes Naturdenkmal (FND) und fünf Einzelgebilde-Naturdenkmale (END).
Stand: 31. Oktober 2016.

## Flächenhafte Naturdenkmale (FND)
| Name                     | Bild | Kennung     | Einzelheiten          | Position | Fläche Hektar | Datum         |
| ------------------------ | ---- | ----------- | --------------------- | -------- | ------------- | ------------- |
| Geigesried               | BW   | 84160150085 | Dußlingen, Gomaringen | ⊙        | 3,7           | 26. Jan. 1989 |
| Legende für Naturdenkmal |      |             |                       |          |               |               |

## Einzelgebilde (END)
| Name                                                              | Bild | Kennung     | Einzelheiten | Position | Fläche Hektar | Datum         |
| ----------------------------------------------------------------- | ---- | ----------- | ------------ | -------- | ------------- | ------------- |
| 1 Linde, „Schloßlinde“                                            |      | 84160110084 | Dußlingen    | ⊙        | 0,0           | 4. März 1992  |
| 1 Stieleiche, „Eiche im Brühl“                                    |      | 84160110080 | Dußlingen    | ⊙        | 0,0           | 16. Apr. 1985 |
| 1 Stieleiche, „Lehleseiche“                                       |      | 84160110081 | Dußlingen    | ⊙        | 0,0           | 16. Apr. 1985 |
| 1 Stieleiche, 1 Forche, 1 Zwillingsforche; „Steudach Waldeingang“ | BW   | 84160110083 | Dußlingen    | ⊙        | 0,0           | 16. Apr. 1985 |
| 1 Traubeneiche, 1 Winterlinde, „Eichenbuckel“                     |      | 84160110082 | Dußlingen    | ⊙        | 0,0           | 16. Apr. 1985 |
| Legende für Naturdenkmal                                          |      |             |              |          |               |               |